# Янжул, Екатерина Николаевна
Екатери́на Никола́евна Я́нжул (урождённая Велья́шева; 7 [19] сентября 1855 — 1935) — русская писательница, публицист, переводчик и педагог.

## Биография
В 1873 году вышла замуж за Ивана Ивановича Янжула и стала его сотрудницей во всех его научных работах, о чём сам Янжул в своей автобиографии писал так:

«В жене я получил не только доброго товарища, но соавтора или ближайшего сотрудника для всего, что я с тех пор написал, начиная с больших книг и кончая журнальными и газетными статьями. Ничего не делалось и не писалось без её совета и помощи и большей частью её же рукой, и я затрудняюсь по временам определить, кому например в данной статье принадлежит такая-то мысль, мне или ей?».

Самостоятельно Екатерина Николаевна занималась изучением методов преподавания в начальных школах и в особенности постановки физического и ручного труда в школах Западной Европы, Америки и Российской империи. Этим вопросам посвящены её статьи: «Сравнительный очерк начального образования в Англии, её колониях и Соединенных Штатах Северной Америки», «Этика как предмет обучения в школе», «Влияние грамотности на производительность труда», «Влияние физического труда на успешность умственных занятий» и многие другие в журналах «Образование», «Вестник воспитания», «Вестник Европы», «Русская школа», «Техническое образование», «Детская помощь», а также некоторые изданные ей книги.
С 1900 года состояла членом отделения ученого комитета министерства народного просвещения по техническому и профессиональному образованию.
Была одним из авторов «Энциклопедического словаря Брокгауза и Ефрона».
В 1920—1923 годах вела научную и преподавательскую деятельность в Петроградском университете и Педологическом интернате дошкольного воспитания. Привлекалась Наркомпросом как эксперт по вопросам зарубежного образования. Продолжала научные публикации в журналах «Работник просвещения» и др. Участвовала в педагогических дискуссиях о методике обучения грамоте. Издала материалы по использованию за рубежом метода целых слов. Перевела труды У. Килпатрика, К. Уошберна и др.